# Moonchild Mixes
Moonchild Mixes es un álbum de remezclas de Selena. Fue lanzado póstumamente a través de Warner Music Latina el 26 de agosto de 2022. La idea del álbum se originó en 2011 gracias al hermano y productor musical de Selena, A.B. Quintanilla, quien quería modernizar canciones previamente publicadas y pistas inéditas grabadas por Selena. Esta idea fue dejada de lado por EMI Latin para centrarse exclusivamente en Enamorada de Ti (2012), un álbum que contiene canciones de Selena convertidas en duetos con artistas populares. A.B. revivió su idea original en 2019 para programar que se lanzará en 2020, aunque se pospuso debido a la pandemia de COVID-19. A lo largo de 2021, continuó la producción del álbum utilizando el soundpack de Steve Aoki para remezclar canciones seleccionadas para el álbum. Se decidió por 13 pistas grabadas por Selena antes de sus compromisos contractuales con EMI Latin en 1989. Haciendo uso de manipulación por computadora, A.B. logró desafinar la voz de Selena, haciendo que sonara más madura de lo que realmente era en las grabaciones originales. El tema más antiguo del disco es uno en el que Selena tenía 13 años de edad. Moonchild Mixes contiene canciones lanzadas anteriormente, aunque los medios de comunicación informaron erróneamente que tendría material inédito. Las canciones que tiene son una mezcla de cumbias y baladas. Es el primer álbum en el que A.B., su hermana Suzette Quintanilla y su padre Abraham Quintanilla trabajan juntos desde Momentos Intimos (2004), y el primer lanzamiento físico sin reedición desde Lo Mejor de...Selena (2015).
Abraham creía que la recepción pública de Moonchild Mixes sería positiva, pensando que los fanáticos lo esperaban desde hace mucho tiempo. La noticia del lanzamiento del álbum provocó críticas entre los fanáticos, quienes creyeron que el álbum no sería auténtico y cuestionaron los motivos de la familia Quintanilla para lanzar Moonchild Mixes. Los críticos compartieron las reacciones negativas de los fanáticos hacia el álbum, cuestionando la ética de la voz de Selena retocada por computadoras. Joe Bennett, musicólogo forense y profesor de Berklee College of Music, dijo que la capacidad de envejecer digitalmente la voz de Selena es «un proceso simple» utilizando el software digital adecuado. Abraham ha recibido comentarios negativos por parte de los críticos desde la muerte de Selena, inicialmente los encontraba hirientes, pero desde entonces ha dicho que ya no le molestan. La familia Quintanilla ha dicho que uno de los deseos de Selena era que ella «nunca se fuera». De acuerdo a A.B. y Suzette, Selena acordó colectivamente que si algo le sucediera a alguno de ellos, su deseo sería continuar con su música. Al lanzar Moonchild Mixes, la familia Quintanilla cree que están cumpliendo el deseo de Selena, aunque los críticos han cuestionado si Selena hubiese querido un proyecto como este o no. WOAI-TV se pronunció en contra de los comentarios negativos que las personas escribieron en sus publicaciones de Facebook sobre Selena, tachándolos como aparentemente insensibles.
«Como Te Quiero Yo A Ti» fue lanzado como el sencillo principal de Moonchild Mixes el 29 de julio de 2022.

## Antecedentes y producción

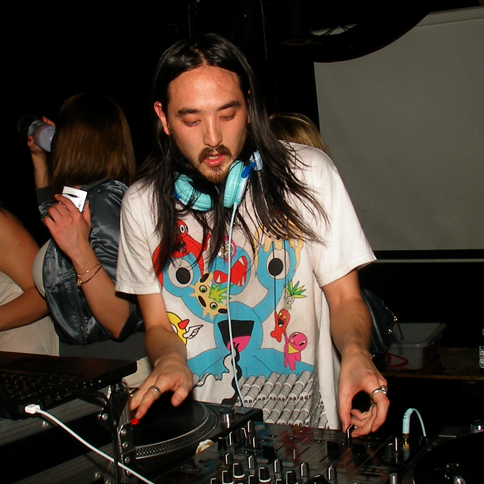
A.B. Quintanilla utilizó el soundpack de Steve Aoki (en la foto) para remezclar las canciones del álbum.

El lanzamiento del álbum continúa una promesa que Abraham Quintanilla le dijo a su familia luego del disparó y muerte de Selena el 31 de marzo de 1995, que fue el que continuaría preservando su memoria a través de su música. Según AB Quintanilla, Suzette Quintanilla y Selena acordaron colectivamente que si algo le sucediera a alguna de ellas, su deseo sería continuar con su música. AB dijo que uno de los deseos de Selena era que ella «nunca se fuera», la familia Quintanilla cree que al lanzar Moonchild Mixes, están cumpliendo el deseo de Selena. El desarrollo de este álbum se remonta a 2011 cuando Abraham y AB querían crear un álbum con pistas modernizadas de material lanzado anteriormente y cinco canciones inéditas de Selena antes de sus compromisos contractuales con EMI Latin en 1989. Anunciaron que el álbum podría ser lanzado en el otoño de 2011 o principios de 2012. El 17 de agosto de 2011, Abraham anunció que el álbum sería lanzado en 2012 con diez pistas de una selección de cinco grabaciones maestras que Selena grabó en la década de 1980. Abraham dijo que su objetivo era «rejuvenecer sus sonidos y actualizarlos». EMI Latin se decidió por un álbum de remixes con temas de Selena convertidos en duetos con artistas populares. El álbum, Enamorada de Ti, fue lanzado en abril de 2012 con éxito comercial y de crítica.
Abraham y AB revivieron sus planes originales de lanzar un álbum de remixes en 2019 con fecha de lanzamiento en 2020. La producción del álbum fue el primer proyecto en el que AB, Abraham y Suzette participaron desde el lanzamiento de Momentos Intimos en 2004. Durante una entrevista con el podcaster Smoothvega en abril de 2020, AB habló sobre el álbum de remixes y les dijo a los fanáticos de Selena que «tienen pistas musicales jugosas y texturas y colores de imágenes hermosas que pinté y Selena les puso su voz». Sin embargo, debido a la pandemia de COVID-19, el álbum fue pospuesto. AB reanudó la producción del álbum hasta 2021, utilizando el soundpack de Steve Aoki para remezclar las canciones. Reveló que pudo desafinar la voz de Selena, lo que le proporcionó un sonido más profundo, haciendo que la cantante sonara más grande de edad de lo que realmente era en las grabaciones originales.
Suzette descubrió que los nuevos arreglos en Moonchild Mixes «daban nueva luz» a las grabaciones realizadas durante la década de 1980 y creía que se sentía «como si [Selena] entrara al estudio nuevamente y [las] grabara». El deseo de A.B. de lanzar Moonchild Mixes se originó en la «habilidad que tenía Selena de trascender generaciones», mientras que Suzette notó que una generación más nueva y más joven la está descubriendo y está interesada en saber más sobre ella. Suzette creía que era importante seleccionar un álbum con material antiguo y rejuvenecerlo para la nueva generación. AB encontró desafiante el proceso de convertir el vinilo de Selena a la era digital. Junto con los ajustes de medición temporal, tuvo que «limpiar la voz de Selena», así como bajar su tono «solo un pelo» para que Selena sonara madura.

## Canciones
Las canciones del álbum serán pistas grabadas por Selena durante su adolescencia, su voz ha sido modificada digitalmente para que suene como si las hubiera grabado «justo antes de su muerte». Las canciones del álbum se han modernizado, utilizando tecnología para crear «hermosos [nuevos] arreglos» a partir de canciones grabadas en la década de 1980. El álbum contiene una mezcla de baladas y cumbias, con algunas influencias de la música electrónica de baile. El álbum contiene 13 canciones con «arreglos completamente nuevos» de AB. Inicialmente, los informes en medios de comunicación anunciaron que el álbum tendría una mezcla de canciones lanzadas e inéditas grabadas por Selena, y que diez de las 13 canciones serían canciones inéditas. Una pista incluye una canción que Selena grabó en 1983 o 1984 cuando tenía 13 años, la pista más antigua del disco. AB pudo actualizar su voz digitalmente para cambiar su timbre.
El primer sencillo liberado de Moonchild Mixes, «Como Te Quiero Yo A Ti» fue lanzado a través de plataformas digitales y de streaming el 29 de julio de 2022. Es la tercera versión de la canción luego de su debut original en Preciosa (1988) y una versión regrabada en Momentos Intimos (2004). En un segmento de Good Morning America, John Quiñones creyó que la canción «honra la memoria y el legado de la leyenda tejana». AB reveló que le tomó más de un año actualizar los sonidos de «Como Te Quiero Yo A Ti» a su producto terminado debido a «muchos obstáculos» que le impidieron hacerlo. Las reacciones a «Como Te Quiero Yo A Ti» fueron positivas tras su anuncio como sencillo del álbum.

## Lanzamiento y desempeño comercial
Se esperaba que el álbum fuera lanzado en abril de 2022, a través de WEA Latina. En mayo, Abraham anunció que se lanzaría en algún momento de ese año. El 11 de julio, se anunció que Moonchild Mixes se lanzaría el 26 de agosto, a través de plataformas de streaming, junto con un lanzamiento físico.
El 15 de marzo de 2022, Abraham anunció que el siguiente álbum contendrá «música tejana de la década de 1980» con una lista de canciones que contiene una muestra de «50 canciones inéditas» grabadas por Selena.

## Recepción

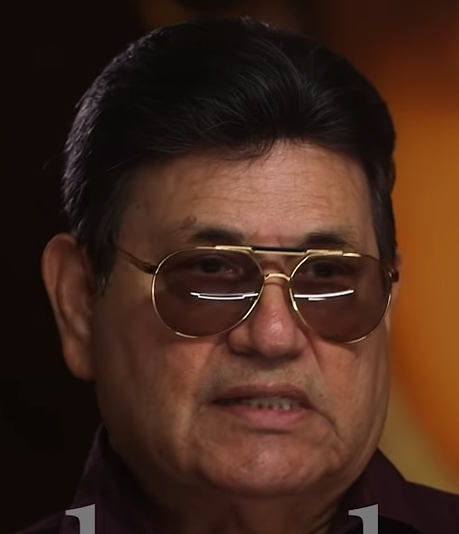
Abraham Quintanilla (en la foto) creyó que el álbum tendría una respuesta positiva. Sin embargo, los críticos se han mantenido en gran medida negativos, cuestionando la ética involucrada en la manipulación informática de Selena.

Abraham anunció el álbum a través de una entrevista con Latin Groove News, con sede en San Antonio, el 10 de marzo de 2022. El álbum se completó, aunque estaba siendo remasterizado mientras, en ese entonces, Suzette se encargaba de las ilustraciones, fotografías, etc. para poder promocionarlo. En abril de 2020, AB reveló que su madre, Marcella Quintanilla, había seleccionado la ilustración para el álbum antes de que se pospusiera debido a la pandemia de COVID-19 . Según Abraham, este álbum ha sido muy esperado por los fanáticos de la cantante y cree que será recibido positivamente por el público. La noticia del lanzamiento del álbum provocó críticas de los fanáticos, quienes creyeron que el álbum no sería auténtico, mientras que otros cuestionaron el motivo de la familia para lanzar el álbum creyendo que «se están beneficiando [de la muerte de Selena]». Abraham respondió que está al tanto de sus críticas y cree que aquellos que critican el álbum desconocen el contrato de grabación que la familia hizo con Selena antes de su muerte. Abraham ha recibido comentarios negativos de los fans desde la muerte de Selena; inicialmente encontraba hirientes las críticas de sus fans, aunque ahora dice que los comentarios negativos que recibe ya no le molestan. EMI Latin ha lanzado una plétora de álbumes póstumos, así como material inédito de Selena desde su muerte. Suzette destacó que la preservación del legado de Selena a través de sus obras ha sido una tarea ardua que ha hecho más difícil para la familia sobrellevar la ausencia de la cantante. AB recordó una frase que solía decir Selena: «El objetivo no es vivir para siempre sino crear algo que lo haga» cuando fue entrevistada por un reportero de La Prensa Latina sobre las respuestas negativas que ha recibido la familia. El biógrafo Joe Nick Patoski, llamó a la comercialización de Selena un negocio, diciendo que «sucede cuando tu padre es tu manáger».
WOAI-TV calificó comentarios que dejaron las personas en sus publicaciones de Facebook sobre Selena, en los que se leía; «simplemente déjenla morir» y «déjenla ir, está muerta», como aparentemente insensibles. Matt Wille, de InPut Magazine, cree que las respuestas positivas de los fanáticos dependen en «gran medida del cuidado» que la familia incorpore a las grabaciones. Los críticos han cuestionado la ética involucrada en la creación del álbum. Wille cuestiona esto en la participación por medio de la manipulación informática de un cantante que ha muerto diciendo que «la conversación es mucho menos clara», en comparación con los músicos vivos que usan esta tecnología, también cuestionó si Selena habría aprobado este álbum o no. Esta preocupación fue compartida por Craig Huber de Spectrum News, quien encontró la idea de actualizar una canción de Selena de 13 años de edad un tanto «interesante como quizás controvertida». En una encuesta realizada por The Today Show, el 57 % de los participantes creyeron que las canciones inéditas de Selena no deberían publicarse con una voz actualizada digitalmente, mientras que el 29 % creyó que no hay daño en hacerlo, el 14 % era neutral o no tenía opinión. Stella Chávez de National Public Radio (NPR) recurrió a Twitter para quejarse del nuevo lanzamiento escribiendo que no le gustaba la idea de que la voz de Selena «se hiciera usando computadoras». Suzette Expósito de la revista Rolling Stone, también recurrió a Twitter para criticar el lanzamiento y escribió que n«ada impide que la familia de Selena trabaje con nuevos artistas hoy». Según Joe Bennett, musicólogo forense y profesor de Berklee College of Music, la capacidad de envejecer digitalmente la voz de Selena es «un proceso simple» que él cree que «potencialmente podría requerir solo una grabación aislada de la cantante y el formato digital y software apropiados». Un periodista de Los Angeles Times llamó al proyecto «un álbum robótico de Selena» que la cantante no hubiera querido.
En respuesta a los críticos, AB y Suzette concordaron en que si Selena estuviera viva, estaría encantada con Moonchild Mixes. Suzette ignoró las críticas, «¿qué críticas? No nos preocupamos por ellas», dijo más tarde. Ella encuentra que «como artista y músicos y personas que están en el ojo público» necesitan encontrar una manera de ignorar a quienes se les oponen. Explicó que su familia seguirá «haciendo lo que quiera con su música, con su hermana, con su banda», aunque quisiera que la gente entendiera que sus proyectos para Selena se han hecho «con cariño y belleza». AB no está de acuerdo con la noción de que la familia se esté «aprovechando del legado de Selena», «diciendo que lo que estamos haciendo es honrar su memoria, su legado. De eso se trata».

## Listado de canciones
Créditos adaptados de Apple Music.

| N.º   | Título                                               | Escritor(es)                    | Productor(es)    | Duración |  |
| 1.    | «Como Te Quiero Yo A Ti» (Versión regional mexicano) | Ricky Vela                      | A.B. Quintanilla | 3:09     |  |
| 2.    | «Dame Tu Amor» (Versión regional mexicano)           | Vela, Abraham Quintanilla       | TBA              | 3:19     |  |
| 3.    | «No Llores Más»                                      | TBA                             | TBA              | 3:45     |  |
| 4.    | «Cariño Mío»                                         | Vela                            | TBA              | 3:30     |  |
| 5.    | «Salta La Ranita»                                    | Víctor H. Garza                 | TBA              | 3:03     |  |
| 6.    | «Corazoncito» (Versión regional mexicano)            | A.B., Manny Guerra              | TBA              | 2:21     |  |
| 7.    | «Dame Tu Amor» (Versión cumbia)                      | Vela, Abraham                   | TBA              | 3:23     |  |
| 8.    | «Enamorada de Ti»                                    | Luisa Fatello, Teresa Presmanes | TBA              | 3:48     |  |
| 9.    | «Pensando en Ti»                                     | Vela                            | TBA              | 3:32     |  |
| 10.   | «Como Te Quiero Yo A Ti» (Versión pop)               | Vela                            | TBA              | 3:32     |  |
| 11.   | «Sabes»                                              | Vela                            | TBA              | 2:47     |  |
| 12.   | «Soy Amiga»                                          | Vela                            | TBA              | 3:48     |  |
| 13.   | «Como Te Quiero Yo A Ti» (Versión cumbia)            | Vela                            | TBA              | 3:29     |  |
| 43:26 |                                                      |                                 |                  |          |  |

## Personal
- Selena - voz principal
- A.B. Quintanilla - productor, remezclador
- Suzette Quintanilla – productor, dirección de arte

## Listas
| Lista (2022)                                         | Posición más alta |
| ---------------------------------------------------- | ----------------- |
| Estados Unidos (Regional Mexican Albums) (Billboard) | 2                 |
| Estados Unidos Top Latin Albums (Billboard)          | 8                 |

## Trabajos citados
- «Selena Chart History: Regional Mexican Albums». Billboard (en inglés). Archivado desde el original el 26 de marzo de 2023. Consultado el 5 de junio de 2023.
- «Selena Chart History: Top Latin Albums». Billboard (en inglés). Archivado desde el original el 26 de marzo de 2023. Consultado el 5 de junio de 2023.
- «Moonchild Mixes». Apple Music (en inglés). Consultado el 29 de julio de 2022.
- Quiñones, John; Valle, Alondra; Peduto, Sabrina (29 de julio de 2022). «Exclusive: Selena Quintanilla's family on making of her posthumous music». Good Morning America (en inglés). Archivado desde el original el 29 de julio de 2022. Consultado el 29 de julio de 2022.
- García, Ariana (23 de julio de 2022). «New track from Selena's highly anticipated posthumous album is releasing Friday». Laredo Morning Times (en inglés). Archivado desde el original el 23 de julio de 2022. Consultado el 29 de julio de 2022.
- Quintanilla, Nora (18 de mayo de 2022). «Selena: A family business going strong 27 years after her death - La Prensa Latina Media». La Prensa Latina (en inglés). Archivado desde el original el 11 de julio de 2022. Consultado el 29 de julio de 2022.
- Prometheus Global Media (ed.). «Top Latin Albums > 21 April 2012». Billboard (en inglés). Archivado desde el original el 8 de septiembre de 2012. Consultado el 29 de julio de 2022.
- Sullivan, Jon. «Two Selena albums of unreleased music on the way». Sunny99.iheart.com (en inglés). Archivado desde el original el 11 de julio de 2022. Consultado el 29 de julio de 2022.
- García, Ricky; Gamboa, Suzanne (15 de marzo de 2022). «New digitally modified Selena music announcement gets mixed reviews online». Kxan.com (en inglés). Archivado desde el original el 11 de julio de 2022. Consultado el 29 de julio de 2022.
- AB Quintanilla Talks «Selena» Netflix Series, Announces Final Album, His Career, Legacy + More (Vídeo en plataforma de internet) (en inglés). Smoothvega. 30 de abril de 2020. Archivado desde el original el 11 de julio de 2022. Consultado el 29 de julio de 2022.
- Victoria, Lewis (15 de marzo de 2022). «5 Things To Know On Tuesday, March 15, 2022». WPTV.com (en inglés). Archivado desde el original el 11 de julio de 2022. Consultado el 29 de julio de 2022.
- Paul, María Luisa. «More «Bidi Bidi Bom Bom» to come: Selena's father announces new album nearly 27 years after the singer's death». The Washington Post (en inglés). Archivado desde el original el 15 de marzo de 2022. Consultado el 29 de julio de 2022.
- López, Julyssa (15 de marzo de 2022). «Selena's Father Says A New Album Is Coming 27 Years After Her Death». Rolling Stone India (en inglés). Archivado desde el original el 11 de julio de 2022. Consultado el 29 de julio de 2022.
- Mendoza, Madalyn (14 de marzo de 2022). «Quintanilla family is releasing new Selena album nearly 30 years after the Tejano icon's death». Houston Chronicle (en inglés). Archivado desde el original el 11 de julio de 2022. Consultado el 29 de julio de 2022.
- Romaine, Jenna (15 de marzo de 2022). «New music from Selena to drop next month, 26 years after her death». The Hill (en inglés). Archivado desde el original el 11 de julio de 2022. Consultado el 15 de marzo de 2022.
- Wille, Matt. «New Selena album uses software to artificially age singer's childhood voice». InPut Magazine (en inglés). Archivado desde el original el 11 de julio de 2022. Consultado el 29 de julio de 2022.
- Darville, Jordan. «A new Selena album with unreleased music will be released this spring». Fader.com (en inglés). Archivado desde el original el 11 de julio de 2022. Consultado el 15 de marzo de 2022.
- Sciarretto, Amy (27 de junio de 2011). «New Posthumous Music From Selena May Be Released». PopCrush.com (en inglés). Archivado desde el original el 31 de enero de 2013. Consultado el 29 de julio de 2022.
- Acosta, Sarah (16 de febrero de 2012). «New Selena Album Featuring Artists Including Selena Gomez Will Be Released in April». Corpus Christi Caller Times (en inglés). Archivado desde el original el 17 de febrero de 2012. Consultado el 28 de agosto de 2012.
- Lopetegui, Enrique (11 de abril de 2012). «Selena: «Enamorada de ti» Aural Pleasure Review». San Antonio Current (en inglés). Archivado desde el original el 8 de septiembre de 2012. Consultado el 29 de julio de 2022.
- Tino Cochino (30 de abril de 2020). A.B. Quintanilla talks new single, new Selena remix album, and shares never before heard stories! (Vídeo en plataforma de internet) (en inglés). Tino Cochino Radio. Archivado desde el original el 11 de julio de 2022. Consultado el 29 de julio de 2022.
- Huber, Craig. «New Selena music due out as soon as April». Spectrum News (en inglés). Archivado desde el original el 11 de julio de 2022. Consultado el 29 de julio de 2022.
- Gamboa, Suzanne. «Get ready, Selena fans: New music from the queen of Tejano is coming». Today.com (en inglés). Archivado desde el original el 11 de julio de 2022. Consultado el 29 de julio de 2022.
- Reindl, Andrea (15 de marzo de 2022). «Selena Quintanilla Fans Are Divided Over an Upcoming New Album in Which Her Voice Has Been 'Worked on With Computers'». Mitu.com (en inglés). Archivado desde el original el 11 de julio de 2022. Consultado el 29 de julio de 2022.
- Ibrahim, Samantha (16 de marzo de 2022). «Selena's family accused of trying to profit off of posthumous album». New York Post (en inglés). Archivado desde el original el 11 de julio de 2022. Consultado el 29 de julio de 2022.
- Chung, Christine (17 de marzo de 2022). «Selena's Family Announces New Album, 27 Years After Her Death». The New York Times (en inglés). Archivado desde el original el 18 de marzo de 2022. Consultado el 29 de julio de 2022.
- «Como La Flor» author opens up about Selena and the Quintanillas (en inglés). WOAI-TV. 5 de marzo de 2021. Archivado desde el original el 11 de julio de 2022. Consultado el 29 de julio de 2022.
- Edward James Olmos (narrador), Jose Behar (productor ejecutivo), Abraham Quintanilla (productor ejecutivo), Claribel Cuevas (productora asociada), Randal J. Edwards (productor asociado), Ila von Hasperg (editor), Jeffrey Coulter (productor), Cecelia Miniucchi (director) (1 de abril de 1997). Selena Remembered (Vídeo en plataforma de internet). EMI Latin Productions, Q-Productions. Archivado desde el original el 11 de julio de 2022. Consultado el 29 de julio de 2022.
- Martínez, Fidel (17 de marzo de 2022). «Latinx Files: Are we ready for a «computerized» Selena album?». Los Angeles Times (en inglés). Archivado desde el original el 11 de julio de 2022. Consultado el 29 de julio de 2022.
- Olvera, Crystal (17 de agosto de 2011). «New Selena Music Coming 2012».  En Corpus Christi Caller-Times, ed. Newspapers.com (en inglés). Consultado el 29 de julio de 2022. «Requiere una suscripción para poder visualizar».

- Datos: Q113336534